# Zuchowe formy pracy
Zuchowe formy pracy – elementy, z których może składać się zbiórka, jest do podstawowa metoda pracy gromad zuchowych w ZHP i ZHR. Należą do nich:
- gawęda,
- krąg rady,
- piosenki i pląsy,
- gry i ćwiczenia,
- zabawa tematyczna,
- majsterka,
- teatrzyk,
- zwiad,
- pożyteczne prace,
- pożyteczne umiejętności.